# Teateråret 1962

## Händelser

### Okänt datum
- Ingmar Bergman efterträder Karl Ragnar Gierow  som chef för Dramaten
- Per Sjöstrand blir chef för Helsingborgs stadsteater

## Utmärkelser
- O'Neill-stipendiet tilldelas Olof Sandborg
- Thaliapriset tilldelas regissören Bibi Andersson

## Årets uppsättningar

### Okänt datum
- Eugene O'Neills pjäs Bygg dig allt högre boningar med regi av Stig Torsslow har premiär på Dramaten.
- AB Svenska Ords revy Gröna Hund har urpremiär på Gröna Lund i Stockholm.
- Sverigepremiär för Folk och rövare i Kamomilla stad på Operan i Stockholm.[1]
- Sverigepremiär för Åtrån fångad i svansen av Pablo Picasso på Atelierteatern i Malmö. Även Österrikepremiär för samma pjäs, i regi av österrikaren Veit Relin på hans egen teater Atelier-Theater am Naschmarkt i Wien.

## Avlidna
- 30 september – Sven Magnusson, 57, svensk skådespelare.